# بنينة بنت بكار
بنينة بنت بكار بن عبد العزيز بن أبي بكرة راوية للحديث، روت عن أبيها، وروى عنها ابنها الحسن بن مغيث بن نافع، وذكرها ابن منده في تاريخ النساء.